# Suika2
Suika2は、ビジュアルノベル、ノベルゲーム、アドベンチャーゲームを制作するためのスクリプトエンジンおよび制作ツール。Windows、macOS、Linuxでゲーム制作を行うことが可能である。Suika2を用いて制作されたゲームは、Windows、macOS、Linuxといったデスクトップ環境だけでなく、ウェブブラウザのほか、iOS、Androidでも、まったく同じゲームデータを用いて動作させることができる。

## 文法
Suika2のシナリオファイルの文法は、プレーンテキストで記述された日本語の小説をそのままゲームとして表示することを基本としている。
グラフィックの表示やサウンドの再生などの演出には、@記号で始まる簡素な「コマンド」が利用できる。
コマンドで表現するのが煩雑なロジックは、拡張用のスクリプト言語であるWMS（Watermelon Script）で表現することができる。
画面上へのボタンの作成はシナリオファイルでは行わず、GUI定義ファイルで行う。
これらにより、シナリオ、演出、UI、ロジックをそれぞれ別な言語に分離して、ユーザビリティを向上させている。

## 開発環境
Suika2の開発環境はSuika2 Proと呼ばれている。
現在のところ、Windows版、macOS版、Linux版が存在する。Windows版で先行して機能追加が行われ、他のプラットフォームに移植されている。

## スクリプト実行基盤
Suika2には、吉里吉里/KAGにおけるTJSや、ティラノスクリプトにおけるJavaScriptのような、実行基盤となるスクリプト言語が存在しない。
これにより、ゲームエンジンのプラットフォーム移植時に問題となりがちな、実行基盤のスクリプト言語のAPI移植が、Suika2では問題とならない。
なお、WMSはゲームの実行基盤ではなく、ロジック記述用の外部呼び出し言語である。

## 演出機能
Suika2はビジュアルノベルを非力なスマートフォンで動作させることを念頭に置いて開発されたため、演出機能はPC向けの他のゲームエンジンと比べると控えめである一方、どのような環境でも軽快に動作することが指摘されている。
最初期のバージョンでは非常に簡単な演出機能しか持たなかったが、その後、画面遷移時のエフェクトや簡易キャラクタアニメーションの演出機能が実装された。
また、近年のスマートフォンの性能向上に追従して、動画再生、レイヤーアニメーション、テキストレイヤーが実装された。

## 移植性
Suika2は、どのようなOSやSDKであっても移植可能なように、独自のコンパクトなハードウェア抽象化レイヤーを定義して、移植先プラットフォームごとに実装している。
このため、SDL2やPythonのような互換レイヤーを用いていない。
実際に、今日の主要なプラットフォームであるWindows/macOS/iOS/Android/Linuxにはすべて対応している。 さらに、FreeBSDや家庭用ゲーム機への移植も試みられ、動作確認が行われている。Suika2はOpenGLのような特定のレンダリング技術に依存していないため、開発チームはどのような家庭用ゲームへも移植可能だとしている。
Suika2を利用して開発されたゲームは、Emscriptenの技術によりWASMとして出力可能であり、Webブラウザでも動作する。

## 開発形態
Suika2の開発は、主にDiscordサーバー上で行われており、ソースコードの管理はGitHub上で行われている。
GitHub上にはSuika2の英語の要求仕様書、外部設計書がある。
一方で、主たるユーザは日本にいるため、Discord上でのやりとりは主に日本語で行われている。

## 各言語への対応
日本語対応に関しては、ルビ（ふりがな）、縦書きに対応している。
英語対応に関しては、英語版Wikipediaによると、英語のワードラッピングに対応している数少ない日本製スクリプトエンジンの１つである。
また、英語に限らず、ラテン文字を利用する西洋の諸言語に対応している。
Suika2は、ゲームのプレイヤが利用しているOSの環境設定によって、表示する言語を自動で切り替える多言語対応機能も備えている。ゲーム中に動的に表示言語を切り替える仕組みもあり、実際にこれを活用したゲーム"Zarie"がSteamでリリースされている。

## その他
2023年、Suika2ノベルゲーム大賞2023が開催され、60作品程度が応募された。応募作の一部は、ゲームクリエイタ自身、あるいはSuika2を推進するパブリッシャー企業によって、iOS/Android/Steamへ移植され、ストア販売されている。
Suika2は、視覚障害者向けのテキスト音声読み上げ機能(text-to-speech)を搭載している